# Kgalema Motlanthe
Kgalema Motlanthe (Joanesburgo 19 de Julho de 1949) é um político da África do Sul, foi vice-presidente do partido político Congresso Nacional Africano (CNA); foi presidente da África do Sul entre 2008 e 2009.
Motlanthe foi, na juventude, activista estudantil, e depois sindicalista e soldado do Lança da Nação, o antigo braço militar do CNA.
Em 1977 foi condenado a dez anos de prisão e encarcerado na Ilha de Robben juntamente com Nelson Mandela e Jacob Zuma, sob o regime segregacionista do apartheid.
Já em liberdade, atinge o cargo de secretário-geral do ANC em 1997 e tornou-se o seu vice-presidente em 2007, saíndo do cargo em 2012.
Em 22 de setembro de 2008, foi nomeado pelo seu partido para substituir Thabo Mbeki como presidente da África do Sul, ficando no cargo até o dia 9 de maio de 2009.